# 财政部大楼 (华盛顿哥伦比亚特区)
财政部大楼（Treasury Building）位于美国首都华盛顿特区宾夕法尼亚大道，是美国财政部总部所在地。
1971年，财政部大楼入选美国国家史迹名录。
由雕刻家詹姆斯·厄尔·弗雷泽创作的首任美国财政部长亚历山大·汉密尔顿铜像和第四任财政部长艾伯特·加勒廷铜像分别安放在面向总统公园的大楼南面和大楼北入口。